# Forbundet Arkitekter og Designere
Forbundet Arkitekter og Designere (tidligere Arkitektforbundet) er et fagforbund for akademisk uddannede arkitekter, designere, planlæggere og andre, der arbejder med arkitekt- eller designarbejde på akademisk niveau. Forbundet har ca. 6.100 medlemmer (feb. 2023), der er lønmodtagere, selvstændige uden ansatte, freelancere, studerende samt ledige.
Forbundet organiserer arkitekter og designere fra blandt andet Kunstakademiets Arkitektskole, Danmarks Designskole, Arkitektskolen Aarhus, Designskolen Kolding, Arkitektur og Design fra Aalborg Universitet samt Digital Design fra Aarhus Universitet. Der optages også arkitekter og designere med tilsvarede uddannelser fra andre lande end Danmark.
Forbundet, der indtil 2004 hed "Ansatte Arkitekters Råd", og fra 2004 til 2014 "Arkitektforbundet", varetager medlemmernes interesser i bred forstand. Det sker blandt andet ved at indgå overenskomster om løn- og ansættelsesvilkår med såvel det offentlige som arkitektvirksomheder. Desuden tilbyder forbundet rådgivning om ansættelsesforhold, løn, kontrakter m.v.
Arkitektforbundet er medlem af Akademikerne.
Formand er Jan Ove Petersen.